# Aleksandra Pankina
Aleksandra Jurjevna Pankina (belorusko Александра Юрьевна Панкина), * 2. januar 1972.